# Ornorectes cristatus
Az Ornorectes cristatus a madarak (Aves) osztályának verébalakúak (Passeriformes) rendjébe, ezen belül az Oreoicidae családjába tartozó faj.
Nemének egyetlen faja.

## Rendszertani eltérés
A szóban forgó fajt, korábban a Pitohui madárnembe sorolták, azonban bebizonyosodott, hogy az egy gyűjtő taxon volt, amelybe több egymásra hasonló madarat raktak együtt. Idővel a Pitohui madárnemet két fajjal együtt kivették a légyvadászfélék (Pachycephalidae) családjából és áthelyezték a sárgarigófélék (Oriolidae) családjába. Azonban a korábban odatartozott további 4 fajt szétosztották három különböző nembe, de ezek közül kettő (Pseudorectes és Melanorectes) megmaradt a légyvadászfélék között. A harmadikat vagyis az Ornorectes cristatust az újonnan létrehozott Oreoicidae nevű madárcsaládba sorolták be.

## Előfordulása
Az Ornorectes cristatus Indonéziában és Pápua Új-Guineában fordul elő.

## Életmódja
Ez a madárfaj a trópusok és szubtrópusok, alföldjein található esőerdőket választja élőhelyéül.

## Fordítás
- Ez a szócikk részben vagy egészben  a   Crested pitohui című angol Wikipédia-szócikk ezen változatának fordításán alapul.  Az eredeti cikk szerkesztőit annak laptörténete sorolja fel. Ez a jelzés csupán a megfogalmazás eredetét és a szerzői jogokat jelzi, nem szolgál a cikkben szereplő információk forrásmegjelöléseként.